# زیگوینچور
زیگوینچور (به لاتین: Ziguinchor Department) یک منطقهٔ مسکونی در سنگال است که در منطقه زیگینچور واقع شده‌است. زیگوینچور ۱٬۱۵۳ کیلومتر مربع مساحت و ۲۴۸٬۲۶۵ نفر جمعیت دارد.